# Sophie Meunier
 (janvier 2025).
Sophie Meunier, née en 1967 en France, est une chercheuse en relations internationales à l'université de Princeton (États-Unis). Elle est l'autrice de nombreux articles sur la politique de la France, de l'Europe et sur la mondialisation. Elle est notamment coautrice du livre Le Nouveau Défi français : La France face à la mondialisation, lauréat 2002 du prix France-Amériques. 
Diplômée de Sciences Po Paris et docteur en science politique du Massachusetts Institute of Technology (MIT), elle est membre du comité directeur de l'European Union Studies Association.
Meunier a beaucoup œuvré pour le développement des études sur l'Union européenne aux États-Unis. Elle a été élue présidente de l'European Union Studies Association (2023-2024), une organisation de chercheurs dans le monde entier étudiant l'intégration européenne. Elle a fondé avec Andrew Moravcsik le European Union Program at Princeton. Elle a été élue au comité directeur du Council for European Studies (2009-2013) et a servi comme présidente de la conférence du CES en 2010 à Montréal.

## Publications
En français :
- avec Philip Gordon : Le Nouveau Défi français : La France face à la mondialisation (avec Philip Gordon), 2002, Éditeur : Odile Jacob, Collection : Histoire et Document,  (ISBN 2738111432).
- L'Union fait la force : L'Europe dans les négociations commerciales internationales, 2005, Éditeur : Les Presses de Sciences Po, Collection : Sciences Po Gouvernances,  (ISBN 2724609743).
- L’Union fait la force : L’Europe dans les négociations commerciales internationales, Presses de Sciences Po, 2005.

En anglais :
- The French Challenge: Adapting to Globalization, Brookings Institution Press, 2001 (written by Sophie Meunier and Phil Gordon).
- Trading Voices: The European Union in International Commercial Negotiations. Princeton University Press, 2005.
- Making History: European Integration and Institutional Change at Fifty (edited by Sophie Meunier and Kathleen McNamara). Oxford University Press, 2007.
- Europe and the Management of Globalization (edited by Sophie Meunier and Wade Jacoby). Routledge, 2010[3].
- Developments in French Politics 5 (edited by Sophie Meunier, Alistair Cole, and Vincent Tiberj). MacMillan, 2013[4].
- The Politics of Representation in the Global Age: Identification, Mobilization, and Adjudication (edited by Peter Hall, Wade Jacoby, Jonah Levy, and Sophie Meunier). Cambridge University Press, 2014[5].
- Speaking With a Single Voice: The EU As an Effective Actor in Global Governance? (edited by Sophie Meunier and Eugenia C. Heldt). Routledge, 2014[6].
- Developments in French Politics 6 (edited by Sophie Meunier, Helen Drake, Alistair Cole, and Vincent Tiberj). Bloomsbury, 2020[7].

## Articles en ligne
- Point de vue sur la mondialisation 2015
- La politique étrangère de Nicolas Sarkozy 2012